# Heidelberg (Gauteng)

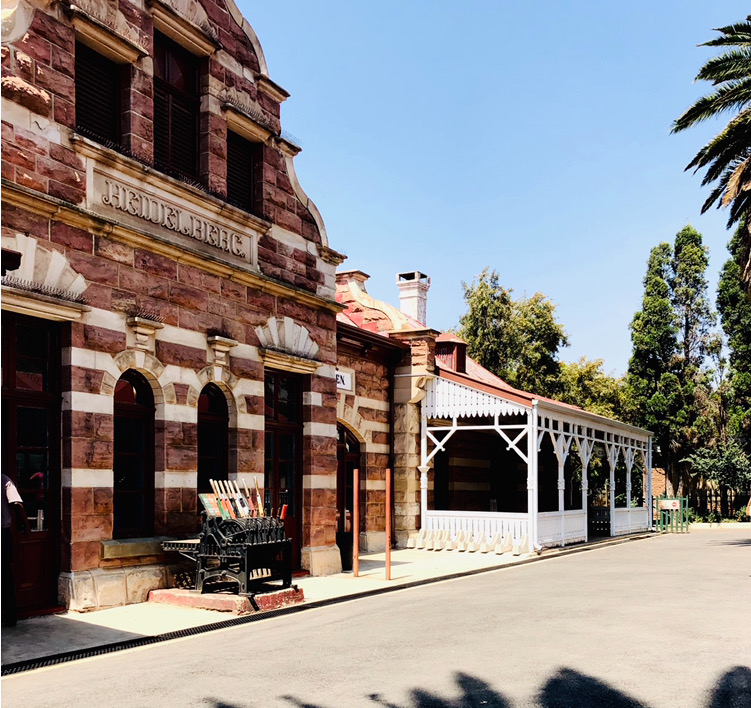
Museo nella vecchia stazione ferroviaria

Heidelberg è un centro abitato del Sudafrica, situato nella provincia del Gauteng.